# Giovanni Battista Velluti

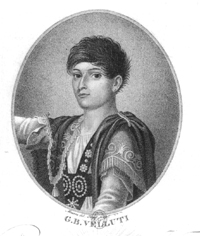
Giovanni Battista Velluti als Decebalo in Nicolinis Traiano in Dacia

Giovanni Battista Velluti, genannt Giambattista Velluti (* 28. Januar 1780 in Pausala/Montolmo (heute Corridonia); † 22. Januar 1861 in Sambruson) war ein italienischer Opernsänger (Sopran oder Mezzosopran) und gilt als der letzte der großen Kastraten. Die bekanntesten Partien, die für ihn komponiert wurden, sind der Arsace in Gioachino Rossinis Aureliano in Palmira und der Armando in Giacomo Meyerbeers Il crociato in Egitto.

## Leben und Karriere
Im Alter von acht Jahren wurde Velluti von einem Arzt – angeblich irrtümlich im Rahmen der Behandlung eines hartnäckigen Hustens mit hohem Fieber – kastriert. Das bewog seine Eltern, die zunächst andere Pläne für ihren Sohn hatten, ihm eine musikalische Ausbildung angedeihen zu lassen. Giambattista wurde nach Bologna geschickt, wo er u. a. Schüler des Padre Mattei gewesen sein soll.:261
Velluti hatte sein Debüt anscheinend in Florenz am Teatro della Pergola am 26. Dezember 1800 als Marco Antonio in der Oper La Cleopatra von Pietro Alessandro Guglielmi. In der Karnevalssaison 1802–1803 in Rom im Teatro delle Dame sang er in den Uraufführungen (= UA) von La vergine vestale von Gioacchino Albertini und in La selvaggia del Messico von Giuseppe Nicolini.
Nicolini scheint besonders gerne mit Velluti zusammengearbeitet zu haben, denn er setzte den Sopranisten noch in neun weiteren Opern ein: In Traiano in Dacia (Februar 1807, Rom), Coriolano (Karneval 1808–1809, Mailand), Angelica e Medoro (Karneval 1810–1811, Turin), Carlo Magno (Februar 1813, Piacenza), Quinto Fabio (April 1813, Florenz), Adolfo (Juni 1815, Venedig), Balduino duca di Spoleto (April 1816, Venedig), Il conte di Lenosse (Frühling 1820, Triest) und in L’eroe di Lancastro (Februar 1821, Turin). Einen größeren Erfolg hatten Nicolini und Velluti mit Traiano in Dacia, das der Kastrat nach der Premiere in Rom im Februar 1807 noch in neun verschiedenen Produktionen in diversen Theatern in ganz Italien sang, zuletzt 1822 in Vicenza. In der Titelrolle von Nicolinis Quinto Fabio trat Velluti zwischen 1813 und 1819 in fünf verschiedenen Produktionen auf, unter anderem an der Mailänder Scala im Karneval 1814 zusammen mit dem Tenor Giovanni David, und 1819 am Hoftheater in München. Velluti war auch als Vitekindo in Nicolinis Carlo Magno ziemlich erfolgreich, mit sechs verschiedenen Produktionen zwischen 1813 und 1819 in Piacenza, Venedig, Verona, Reggio, Vicenza und Triest.
Eine relativ fruchtbare Zusammenarbeit verband den Kastraten auch mit Stefano Pavesi, der für ihn Hauptrollen in fünf Opern komponierte: Ebuzio in I bacchanali di Roma (Frühling 1806, Livorno), Tideo in Aristodemo (August 1807, Neapel), Decebalo in Arminia (Karneval 1810, Mailand), Oliviero in Celanira (Mai 1815, Venedig), und Fernando in Egilda (Karneval 1823–1824, Venedig). Von diesen fünf Opern hatte Velluti anscheinend den größten Erfolg als Oliviero in Celanira, das er zwischen 1815 und 1819 in Venedig, Vicenza, Verona und Triest sang.
Als Rossini für die Karnevalssaison 1813–1814 in der Mailänder Scala die Rolle des Arbace in Aureliano in Palmira für Velluti komponierte, soll der Kastrat laut Stendhal „in der Blüte seiner Jugend und seines Talentes, und einer der schönsten Männer des Zeitalters“ gewesen sein.:267 Die vielleicht bekannteste Anekdote von Stendhal über diese Zusammenarbeit behauptet, dass Rossini – der eigentlich für seine extrem virtuosen Gesangspartien voller Koloraturen bekannt ist – über die improvisierten und ausladenden Verzierungen Vellutis so ärgerlich geworden sei, dass er von da an alle Fiorituren genauestens selber ausdachte und aufschrieb.:267:148–150 Diese Geschichte ist allerdings nicht besonders glaubwürdig, da Rossini auch vorher schon stark verzierte Partien auskomponiert hatte (z. B. in Tancredi oder in L’italiana in Algeri, beide 1813), und gerade in Vellutis Part des Arsace ausdrücklich zahlreiche Fermaten als Aufforderung zum Improvisieren von eigenen Verzierungen und Kadenzen einfügte.:148–150

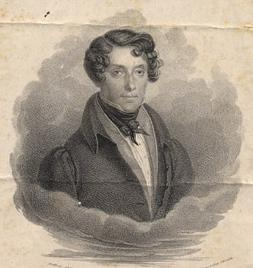
Giovanni Battista Velluti

Eine Glanzrolle Giambattista Vellutis war auch der Ariodante in Johann Simon Mayrs Oper Ginevra di Scozia, obwohl diese Partie ursprünglich nicht für ihn, sondern für Luigi Marchesi komponiert worden war; Velluti sang die Rolle in mehreren verschiedenen Produktionen: 1814 in Venedig, 1816 in Verona, 1818 am Hoftheater in München und 1824 in Florenz.
Auch Saverio Mercadante schrieb zwei Partien für Velluti: 1821 für das Teatro La Fenice in Venedig die Titelrolle des Andronico (UA am 26. Dezember) – die der Sopranist noch zweimal sang (in Senigallia und Lugo 1824) – und 1822 für das Teatro Nuovo in Mantua den Alfonso in seiner Oper Alfonso ed Elisa (UA am 26. Dezember).
Einer der allergrößten Erfolge des Kastraten sollte die Titelrolle des Tebaldo in Francesco Morlacchis Tebaldo e Isolina werden,:268 deren Uraufführung am 4. Februar 1822 im Teatro La Fenice in Venedig stattfand; an seiner Seite sangen Gaetano Crivelli, Domenico Mombelli und Francesca Festa Maffei. Diese Oper wurde allein bis August 1823 in Reggio, Vicenza, Verona, Cremona, Florenz, Livorno und Triest gegeben – immer mit Velluti als Tebaldo.
Die heutzutage vielleicht bekannteste Rolle für Giambattista Velluti (neben Rossini) komponierte Giacomo Meyerbeer 1824 mit seiner letzten und erfolgreichsten italienischen Oper: Il crociato in Egitto. Die Uraufführung fand statt am 7. März 1824, wieder am Teatro La Fenice in Venedig. Velluti sang hier den Armando d’Orville, neben Henriette Méric-Lalande als Palmide, Gaetano Crivelli als Adriano und Brigida Lorenzani als Felicia. Die Oper erlebte schon im Frühling desgleichen Jahres eine weitere Produktion mit Velluti und mit Adelaide Tosi als Palmide in Florenz (Teatro della Pergola).
1825 ging Velluti auf Tournee nach London, wo man schon ein Vierteljahrhundert keinen Kastraten mehr gesehen und gehört hatte. Die anfängliche Skepsis und sogar Feindseligkeit von Presse und Publikum verwandelte sich schon bei seinem ersten Auftritt in Meyerbeers Crociato am Londoner King’s Theatre am 30. Juni 1825 in Wohlwollen und schließlich in Begeisterung.:35–39:266 Velluti hatte die gesamte musikalische Leitung dieser Londoner Produktion, bei der auch die junge Maria Malibran als Felicia mitwirkte. 1826 wurde ihm sogar die Superintendanz des Theaters übertragen, er kehrte jedoch 1827 wieder zurück nach Italien, wo er im Herbst in Verona noch einmal in Morlacchis Tebaldo e Isolina sang.
Der alternde Giovanni Battista Velluti trat jetzt nur noch selten auf. 1830 sang er im venezianischen Teatro La Fenice noch einmal die Titelpartie in Il conte di Lenosse, die Nicolini bereits 1820 für ihn geschrieben hatte. Manchmal wird fälschlich überliefert, dies sei seine letzte Aufführung gewesen. Auch Barbier schreibt, Velluti habe sich 1830 von der Bühne zurückgezogen, und nur einmal im darauffolgenden Jahr noch ein Konzert gegeben.:269 Doch lässt sich noch ein Auftritt des mittlerweile 53-jährigen Sängers als Armando bei einer Wiederaufnahme von Meyerbeers Il crociato in Egitto im Frühling 1833 im Teatro della Pergola in Florenz nachweisen.:41
Der letzte der großen Kastraten zog sich zurück in seine Villa am Ufer der Brenta zwischen Venedig und Padua, wo er 1861 mit fast einundachtzig Jahren starb.:269

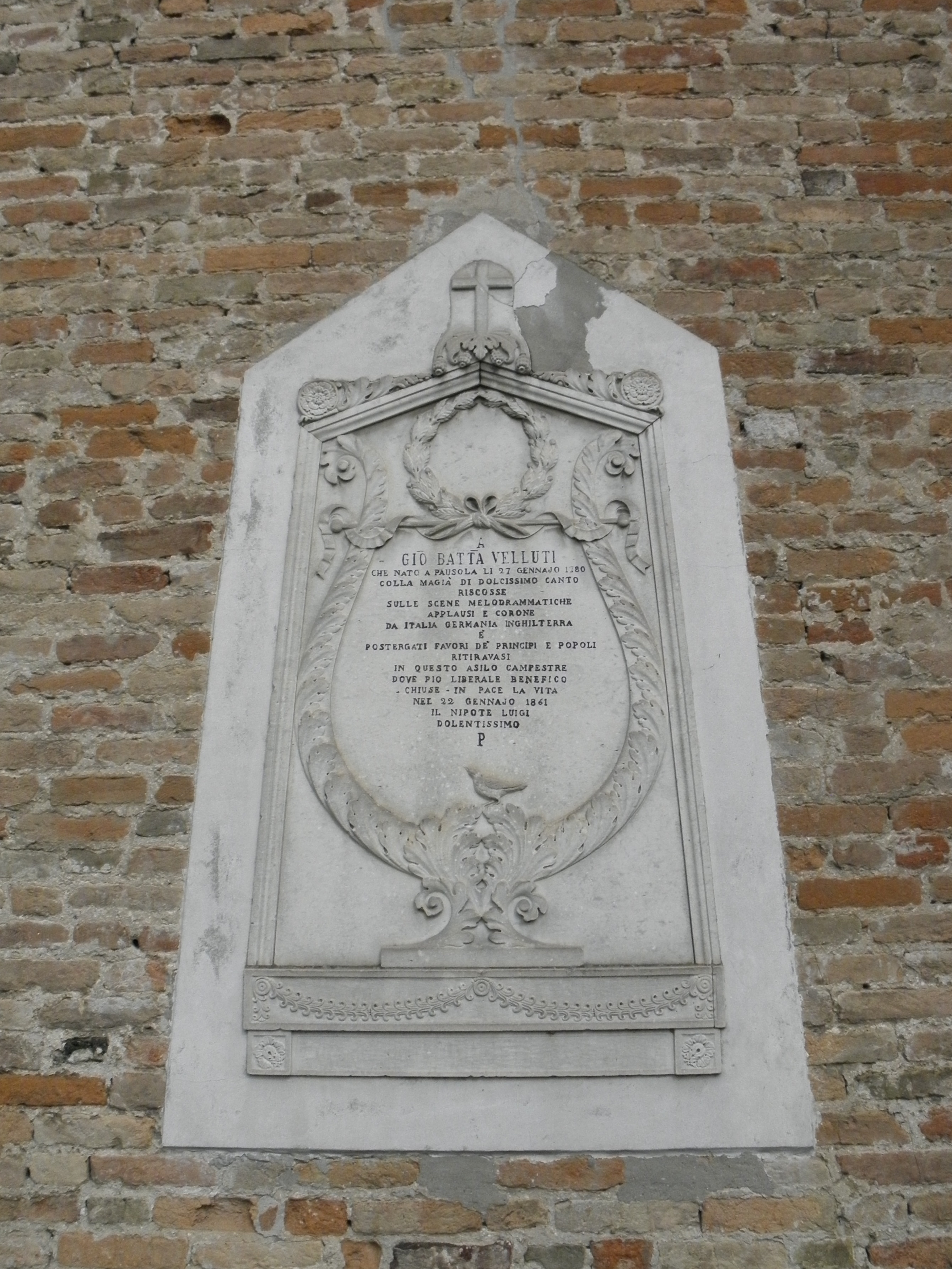
Grabmal von Velluti in Sambruson

## Rollen in Uraufführungen (Auswahl)
- Publio Cornelio Scipione in La vergine vestale von Gioacchino Albertini (2. Januar 1803, Rom, Teatro delle Dame)
- Corasco in La selvaggia del Messico von Giuseppe Nicolini (Karneval 1803, Rom, Teatro delle Dame)
- Scirone in Asteria e Teseo von Pietro Carlo Guglielmi (13. August 1803, Neapel, Teatro San Carlo)
- Titelpartie in Il trionfo di Davidde von Niccolò Zingarelli (Fastenzeit 1805, Neapel, Teatro del Fondo)
- Ebuzio in I bacchanali di Roma von Stefano Pavesi (Frühling 1806, Livorno)
- Tideo in Aristodemo von Stefano Pavesi (15. August 1807, Neapel, Teatro San Carlo)
- Decebalo in Traiano in Dacia von Giuseppe Nicolini (3. oder 7. Februar 1807, Rom, Teatro Argentina)
- Titelrolle in Coriolano von Giuseppe Nicolini (26. Dezember 1808, Mailand, Teatro alla Scala)
- Titelrolle in Raoul di Créqui von Johann Simon Mayr (26. Dezember 1809, Mailand, Teatro alla Scala)
- Decebalo in Arminia von Stefano Pavesi (Karneval 1810, Mailand, Teatro alla Scala)
- Medoro in Angelica e Medoro von Giuseppe Nicolini (26. Dezember 1810, Turin, Imperial Teatro)
- Adolfo in Federica ed Adolfo von Adalbert Gyrowetz (6. April 1812, Wien, Kärntnertortheater)
- Vitekindo in Carlo Magno von G. Nicolini (Februar 1813, Piacenza, Teatro Nuovo)
- Titelrolle in Quinto Fabio von G. Nicolini (18. April 1813, Florenz, Teatro Cocomero)
- Arsace in Aureliano in Palmira von Gioachino Rossini (26. Dezember 1813, Mailand, Teatro alla Scala)
- Oliviero in Celanira von Pavesi (27. Mai 1815, Venedig, Teatro San Benedetto)
- Titelrolle in Adolfo von G. Nicolini (23. Juni 1815, Venedig, Teatro San Benedetto)
- Titelpartie in Balduino duca di Spoleto von G. Nicolini (15. April 1816, Venedig, Teatro San Luca)
- Titelpartie in Giuseppe Nicolinis Il conte di Lenosse (Frühling 1820, Triest)
- Titelpartie des Arturo in L’eroe di Lancastro von G. Nicolini (3. Februar 1821, Turin, Teatro Regio)
- Titelrolle in Andronico von Saverio Mercadante (26. Dezember 1821, Venedig, Teatro La Fenice)
- Titelrolle in Tebaldo e Isolina von Francesco Morlacchi (4. Februar 1822, Venedig, Teatro La Fenice)
- Alfonso in Alfonso ed Elisa von Mercadante (26. Dezember 1822, Mantua, Teatro Nuovo)
- Fernando in Egilda von Pavesi (26. Dezember 1823, Venedig, Teatro La Fenice)
- Armando d’Orville in Il crociato in Egitto von Giacomo Meyerbeer (7. März 1824, Venedig, Teatro La Fenice)